# Campionati mondiali juniores di slittino 2022
I Campionati mondiali juniores di slittino 2022 furono la trentasettesima edizione della rassegna iridata juniores dello slittino, manifestazione organizzata annualmente dalla Federazione Internazionale Slittino e si tennero il 28 ed il 29 gennaio 2022 a Winterberg, in Germania, sulla Eisarena Winterberg, la stessa sulla quale si svolsero le rassegne iridate di categoria del 1990, del 2005, del 2016 e dove si sarebbero dovuti tenere anche nel 2021; con l'istituzione della nuova specialità del doppio femminile, di cui nell'ambito di questa stessa manifestazione iridata si disputò anche il campionato mondiale riservato alla categoria assoluta, furono disputate gare in cinque differenti competizioni: nel singolo femminile, nel singolo maschile, nel doppio femminile, nel doppio maschile e nella prova a squadre. 
In questa edizione furono assegnati anche i titoli relativi ai campionati pacifico-americani di categoria con la modalità della "gara nella gara", premiando gli atleti meglio piazzati nelle quattro prove dell'individuale e del doppio sia per le donne sia per gli uomini che rappresentavano federazioni di paesi appartenenti al continente americano od a quello oceanico.
Vincitrice del medagliere fu la nazionale tedesca, che conquistò tre titoli sui cinque in palio e sei medaglie sulle quindici assegnate in totale: quelle d'oro furono ottenute da Jessica Degenhardt nel singolo femminile, da Luisa Romanenko e Pauline Patz nel doppio femminile e dalla stessa Degenhardt con Florian Müller, Moritz Jäger e Valentin Steudte nella prova a squadre; nell'individuale maschile la vittoria fu conquistata dal russo Matvej Perestoronin, mentre nel doppio maschile trionfò la coppia lettone formata da Eduards Ševics-Mikeļševics e Lūkass Krasts.
Gli atleti che riuscirono a salire per due volte sul podio in questa rassegna iridata furono i tedeschi Degenhardt, Müller, Jäger e Steudte, i russi Perestoronin e Sofija Mazur ed i lettoni Ševics-Mikeļševics e Krasts.

## Risultati

### Singolo femminile

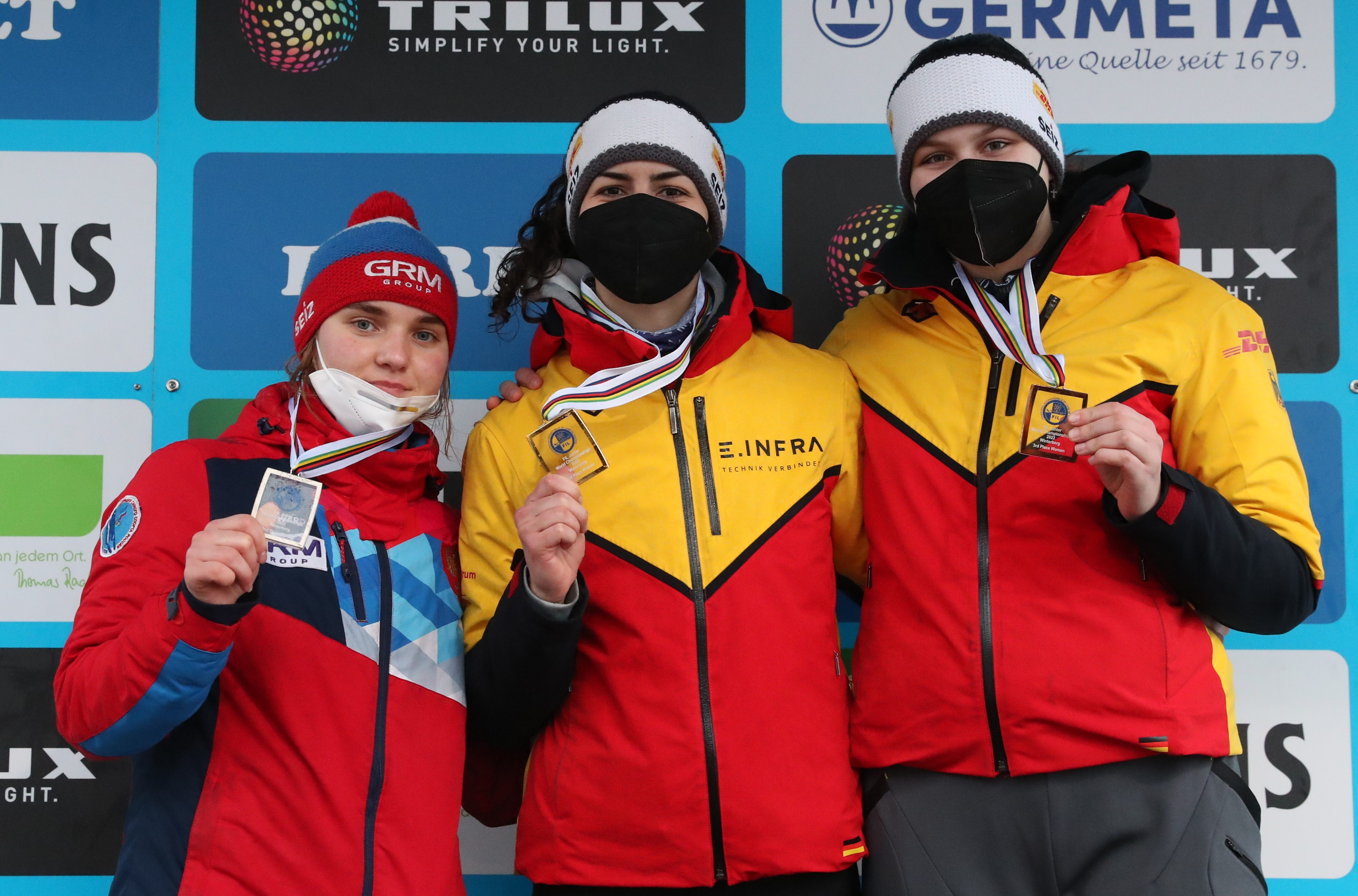
Da sinistra a destra Mazur, Degenhardt e Fräbel sul podio del singolo femminile

La gara fu disputata il 29 gennaio 2022 nell'arco di due manches e presero parte alla competizione 35 atlete in rappresentanza di 13 differenti nazioni; campionessa uscente era la tedesca Jessica Degenhardt, che riconfermò il titolo ottenuto ad Oberhof 2020 davanti alla russa Sofija Mazur ed all'altra teutonica Merle Fräbel, entrambe alla loro prima medaglia mondiale di categoria nella specialità.
| Pos. | Atlete             | Nazione  | Tempo    | Distacco |
| ---- | ------------------ | -------- | -------- | -------- |
|      | Jessica Degenhardt | Germania | 1'29"117 | –        |
|      | Sofija Mazur       | Russia   | 1'29"193 | +0"076   |
|      | Merle Fräbel       | Germania | 1'29"505 | +0"388   |
| 4    | Melina Fischer     | Germania | 1'29"691 | +0"574   |
| 5    | Djana Loginova     | Russia   | 1'29"868 | +0"751   |
| 6    | Selina Egle        | Austria  | 1'29"872 | +0"755   |
| 7    | Caitlin Nash       | Canada   | 1'29"915 | +0"798   |
| 8    | Darija Olesik      | Russia   | 1'30"054 | +0"937   |
| 9    | Kailey Allan       | Canada   | 1'30"123 | +1"006   |
| 10   | Viktorija Ziediņa  | Lettonia | 1'30"276 | +1"159   |

### Singolo maschile

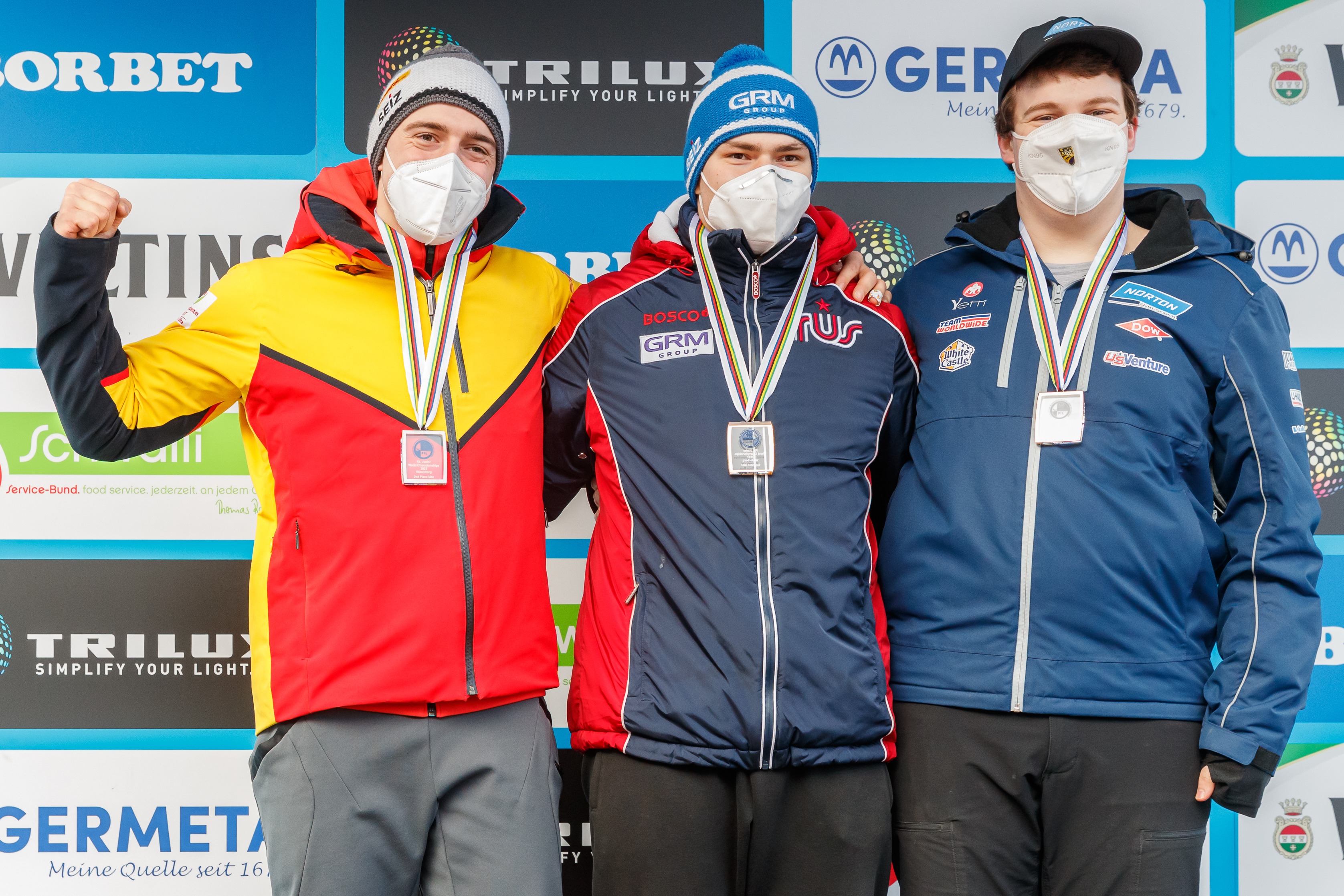
I primi tre classificati del singolo maschile: Perestoronin (al centro), Müller (a sinistra) e Greiner (a destra)

La gara fu disputata il 28 gennaio 2022 nell'arco di due manches e presero parte alla competizione 38 atleti in rappresentanza di 18 differenti nazioni; campione uscente era il tedesco Moritz Bollmann, non presente alla competizione, e il titolo venne conquistato dal russo Matvej Perestoronin davanti al tedesco Florian Müller ed allo statunitense Matthew Greiner, tutti e tre alla loro prima medaglia mondiale di categoria nella specialità.
| Pos. | Atleti              | Nazione     | Tempo    | Distacco |
| ---- | ------------------- | ----------- | -------- | -------- |
|      | Matvej Perestoronin | Russia      | 1'52"736 | –        |
|      | Florian Müller      | Germania    | 1'53"205 | +0"469   |
|      | Matthew Greiner     | Stati Uniti | 1'53"213 | +0"477   |
| 4    | Pavel Repilov       | Russia      | 1'53"262 | +0"526   |
| 5    | Fabio Zauser        | Austria     | 1'53"750 | +1"014   |
| 6    | David Nößler        | Germania    | 1'53"757 | +1"021   |
| 7    | Noah Kallan         | Austria     | 1'53"774 | +1"038   |
| 8    | Pascal Kunze        | Germania    | 1'53"891 | +1"155   |
| 9    | Marián Skupek       | Slovacchia  | 1'53"911 | +1"175   |
| 10   | Timon Grancagnolo   | Germania    | 1'53"996 | +1"260   |

### Doppio femminile

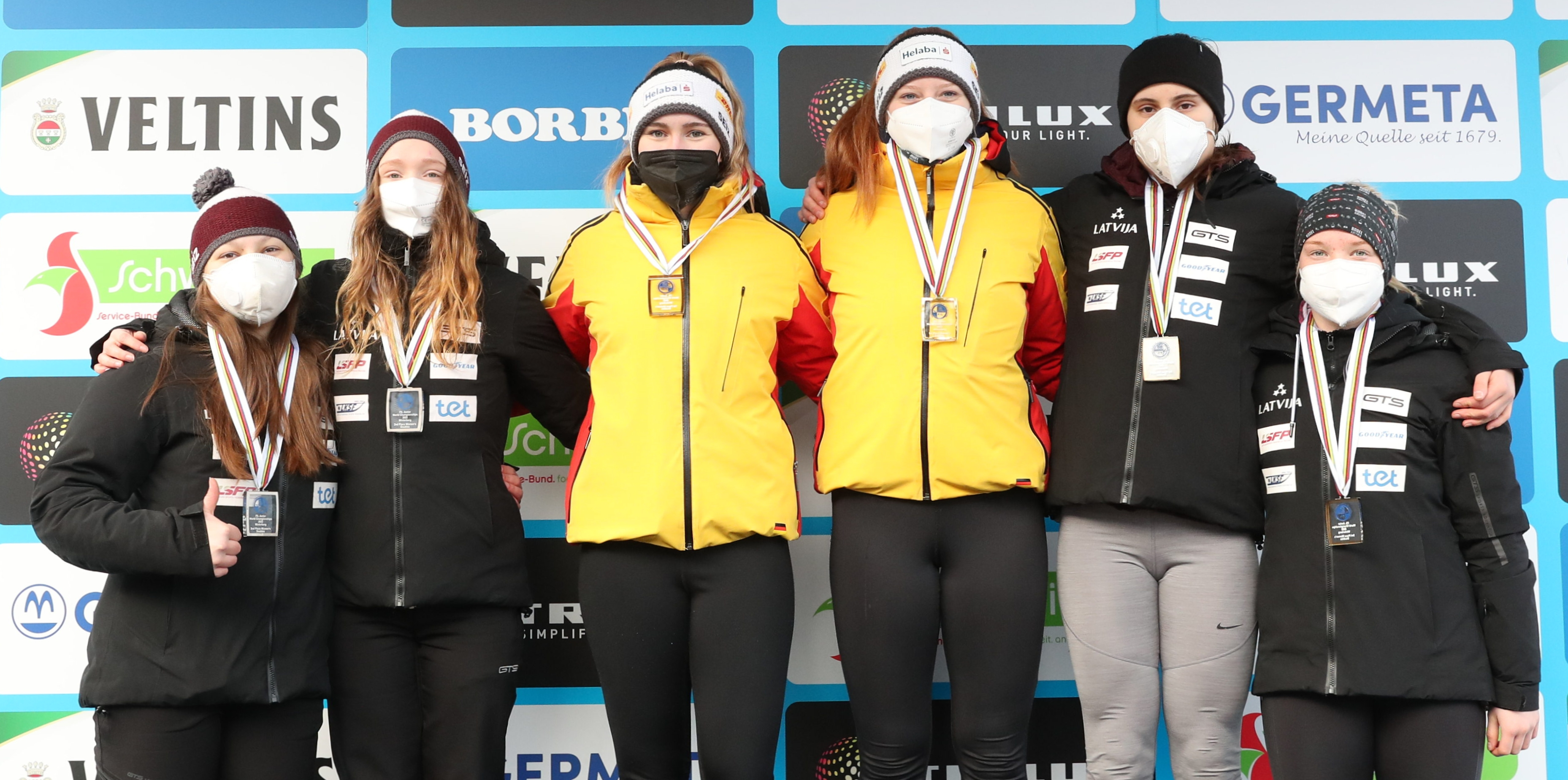
Le ragazze tedesche e quelle lettoni premiate con le medaglie nella gara del doppio femminile

La gara fu disputata il 28 gennaio 2022 nell'arco di due manches e presero parte alla competizione 22 atlete in rappresentanza di 9 differenti nazioni; il titolo, il primo in questa nuova specialità, fu conquistato dalle tedesche Luisa Romanenko e Pauline Patz davanti alle due coppie lettoni formate da Marta Robežniece e Kitija Bogdanova e da Viktorija Ziediņa e Selīna Zvilna.
| Pos. | Atlete                              | Nazione     | Tempo    | Distacco |
| ---- | ----------------------------------- | ----------- | -------- | -------- |
|      | Luisa Romanenko Pauline Patz        | Germania    | 1'36"368 | –        |
|      | Marta Robežniece Kitija Bogdanova   | Lettonia    | 1'36"417 | +0"049   |
|      | Viktorija Ziediņa Selīna Zvilna     | Lettonia    | 1'36"814 | +0"446   |
| 4    | Anastasija Kropačeva Alëna Starkova | Russia      | 1'37"305 | +0"937   |
| 5    | Maya Chan Reannyn Weiler            | Stati Uniti | 1'37"571 | +1"203   |
| 6    | Elisa-Marie Storch Elia Reitmeier   | Germania    | 1'37"691 | +1"323   |
| 7    | Caitlin Nash Kailey Allan           | Canada      | 1'37"842 | +1"474   |
| 8    | Nikola Domowicz Dominika Piwkowska  | Polonia     | 1'38"843 | +2"475   |
| 9    | Nataša Chytrenko Viktorija Koval'   | Ucraina     | 1'39"237 | +2"869   |
| 10   | Markéta Nováková Anna Vejdělková    | Rep. Ceca   | 1'39"564 | +3"196   |

### Doppio maschile

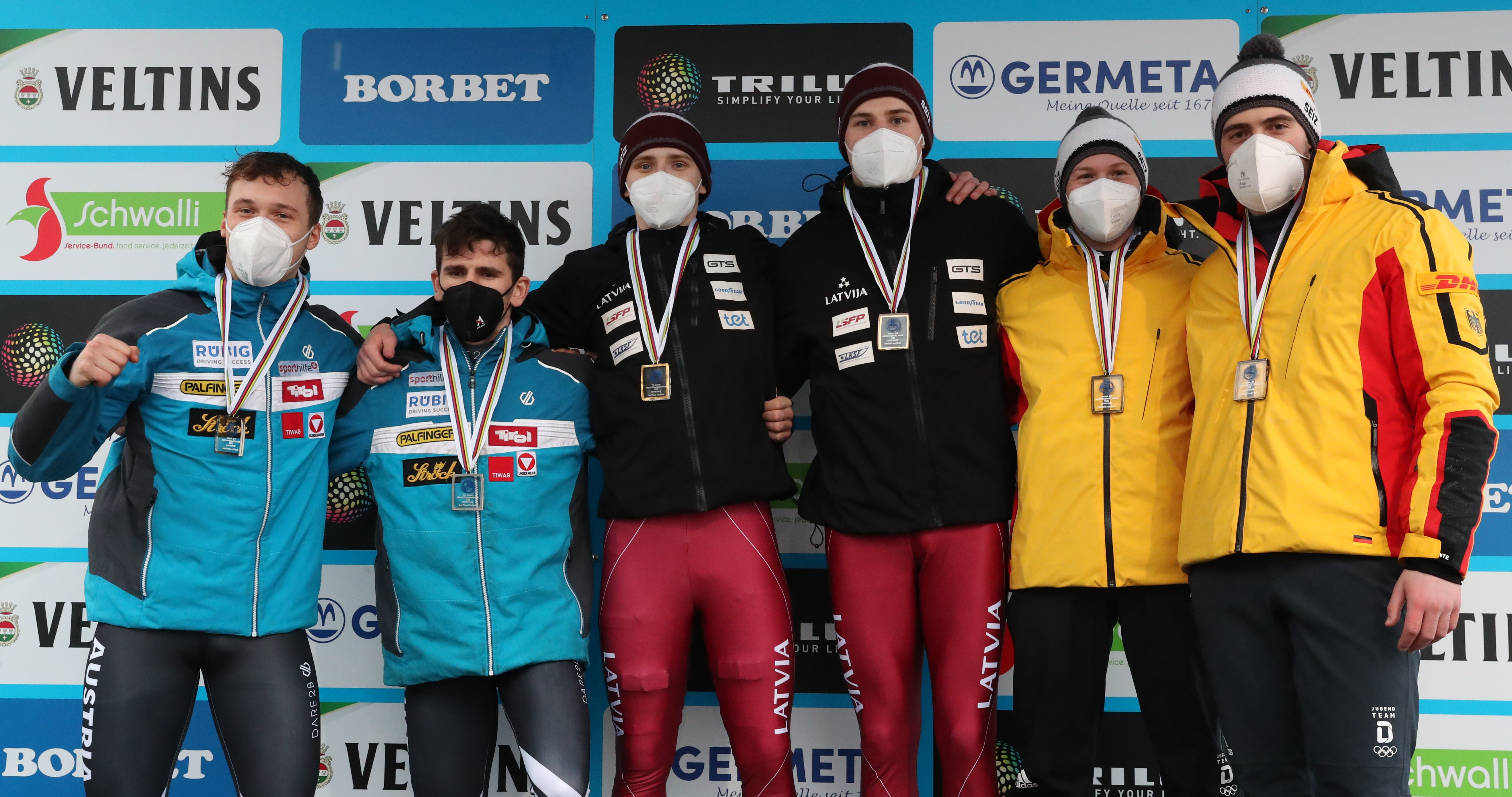
Gli atleti della Lettonia, dell'Austria e della Germania giunti ai primi tre posti nel doppio maschile

La gara fu disputata il 29 gennaio 2022 nell'arco di due manches e presero parte alla competizione 30 atleti in rappresentanza di 9 differenti nazioni; campioni uscenti erano i russi Dmitrij Bučnev e Daniil Kil'seev, non presenti alla competizione, e il titolo fu conquistato dai lettoni Eduards Ševics-Mikeļševics e Lūkass Krasts davanti alla coppia austriaca formata da Juri Gatt e Riccardo Schöpf ed a quella tedesca composta da Moritz Jäger e Valentin Steudte, tutti alla loro prima medaglia mondiale di categoria nella specialità.
| Pos. | Atleti                                   | Nazione     | Tempo    | Distacco |
| ---- | ---------------------------------------- | ----------- | -------- | -------- |
|      | Eduards Ševics-Mikeļševics Lūkass Krasts | Lettonia    | 1'35"987 | –        |
|      | Juri Gatt Riccardo Schöpf                | Austria     | 1'36"311 | +0"324   |
|      | Moritz Jäger Valentin Steudte            | Germania    | 1'36"392 | +0"405   |
| 4    | Sergej Bondarev Anton Osipenko           | Russia      | 1'36"938 | +0"951   |
| 5    | Michail Karnauchov Jurij Čirva           | Russia      | 1'36"963 | +0"976   |
| 6    | Marcus Mueller Ansel Haugsjaa            | Stati Uniti | 1'37"375 | +1"388   |
| 7    | Lev Romanov Vladislav Veremeenko         | Russia      | 1'37"402 | +1"415   |
| 8    | Devin Wardrope Cole Zajanski             | Canada      | 1'37"824 | +1"837   |
| 9    | Vadym Mykyievyč Bohdan Babura            | Ucraina     | 1'39"085 | +3"098   |
| 10   | Louis Grünbeck Maximilian Kührt          | Germania    | 1'39"168 | +3"181   |

### Gara a squadre

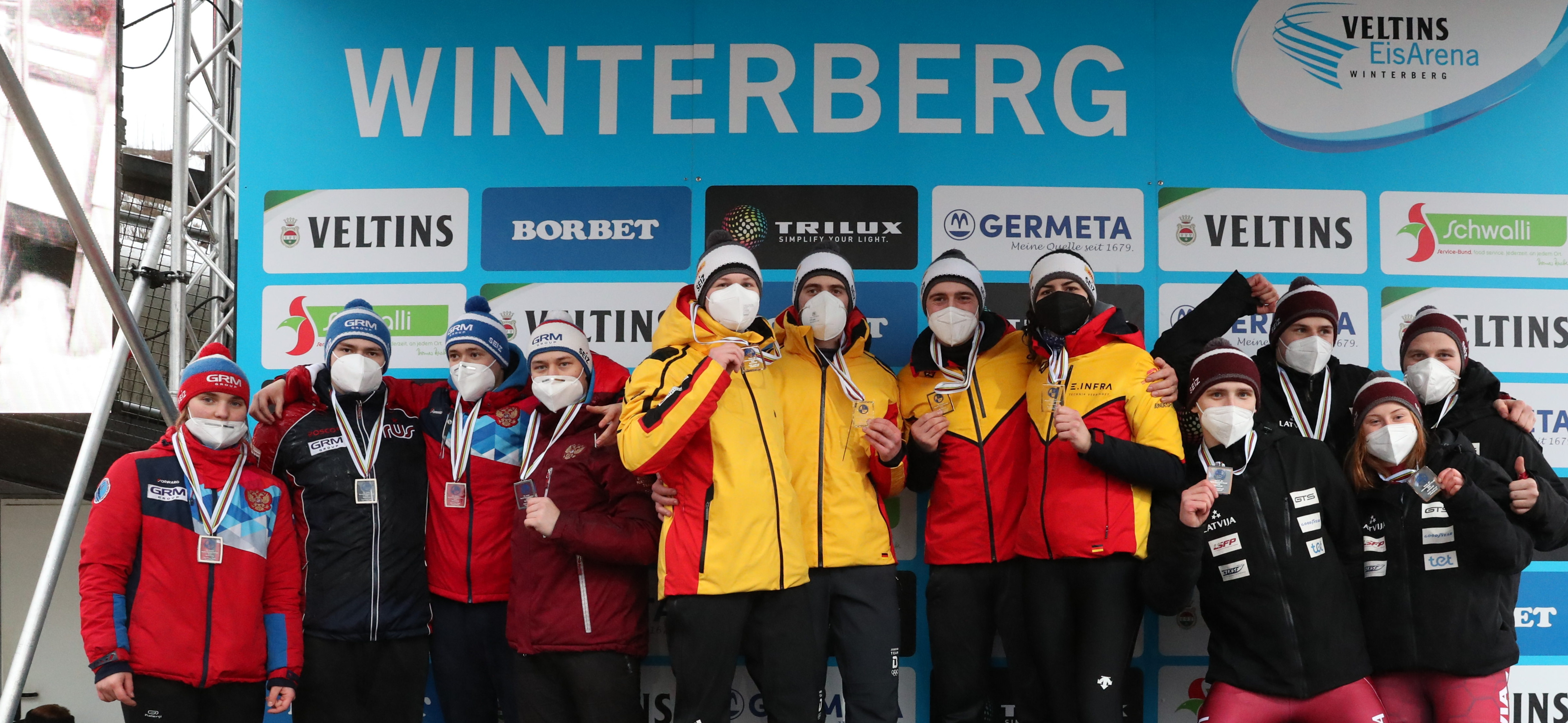
I rappresentanti della compagine tedesca, russa e lettone sul podio nella gara a squadre

La gara fu disputata il 29 gennaio 2022 e ogni squadra nazionale prese parte alla competizione con una sola formazione; nello specifico la prova vide la partenza di una "staffetta" composta da una singolarista donna e un singolarista uomo, nonché da un doppio per ognuna delle 11 formazioni in gara, che scesero lungo il tracciato consecutivamente senza interruzione dei tempi tra un atleta e l'altro; il tempo totale così ottenuto laureò campione la nazionale tedesca di Jessica Degenhardt, Florian Müller, Moritz Jäger e Valentin Steudte davanti alla squadra russa composta da Sofija Mazur, Matvej Perestoronin, Michail Karnauchov e Jurij Čirva ed a quella lettone formata da Zane Kaluma, Kaspars Rinks, Eduards Ševics-Mikeļševics e Lūkass Krasts.
| Pos. | Nazione                 | Atlete/i                                                             | Tempo    | Distacco |
| ---- | ----------------------- | -------------------------------------------------------------------- | -------- | -------- |
|      | Germania                | Jessica Degenhardt Florian Müller Moritz Jäger / Valentin Steudte    | 2'25"617 | –        |
|      | Russia                  | Sofija Mazur Matvej Perestoronin Michail Karnauchov / Jurij Čirva    | 2'25"889 | +0"272   |
|      | Lettonia                | Zane Kaluma Kaspars Rinks Eduards Ševics-Mikeļševics / Lūkass Krasts | 2'26"175 | +0"558   |
| 4    | Austria                 | Selina Egle Fabio Zauser Juri Gatt / Riccardo Schöpf                 | 2'26"785 | +1"168   |
| 5    | Canada                  | Caitlin Nash Theo Downey Devin Wardrope / Cole Zajanski              | 2'27"165 | +1"548   |
| 6    | Stati Uniti             | Elana Morrison Matthew Greiner Marcus Mueller / Ansel Haugsjaa       | 2'28"356 | +2"739   |
| 7    | Ucraina                 | Anna Škret Danylo Marcynovs'kyj Vadym Mykyievyč / Bohdan Babura      | 2'29"403 | +3"786   |
| 8    | Nuova Zelanda / Romania | Ella Cox Vlad-Florin Musei Tudor-Ștefan Handaric / Ciprian Banaru    | 2'29"729 | +4"112   |
| 9    | Polonia                 | Anna Bryk Mateusz Karaś Nikola Domowicz / Dominika Piwkowska         | 2'29"789 | +4"172   |
| 10   | Slovacchia              | Nikola Trembošová Christian Bosman Vratislav Varga / Metod Majerčák  | 2'29"962 | +4"345   |

## Medagliere
| Pos.   | Nazione     | Oro | Argento | Bronzo | Totale |
| ------ | ----------- | --- | ------- | ------ | ------ |
| 1      | Germania    | 3   | 1       | 2      | 6      |
| 2      | Russia      | 1   | 2       | 0      | 3      |
| 3      | Lettonia    | 1   | 1       | 2      | 4      |
| 4      | Austria     | 0   | 1       | 0      | 1      |
| 5      | Stati Uniti | 0   | 0       | 1      | 1      |
| Totale | Totale      | 5   | 5       | 5      | 15     |